# أورلامونده
ارلامونده (بالألمانية: Orlamünde) هي بلدة ألمانية تقع في ألمانيا في تورينغن. يقدر عدد سكانها بـ 1,261 نسمة .